# Горбачиха (Московская область)
Горбачи́ха — деревня в Орехово-Зуевском муниципальном районе Московской области. Входит в состав сельского поселения Горское. Население — 65 чел. (2010).

## География
Деревня Горбачиха расположена в северной части Орехово-Зуевского района, примерно в 7 км к юго-западу от города Орехово-Зуево. Высота над уровнем моря 127 м. К деревне приписаны СНТ Бриз и Жасмин. Ближайший населённый пункт — город Дрезна.

## Название
В письменных источниках деревня упоминается как Горбачёва (1573 год), Горбачиха (1784 год). Название связано с некалендарным личным именем Горбач.

## История

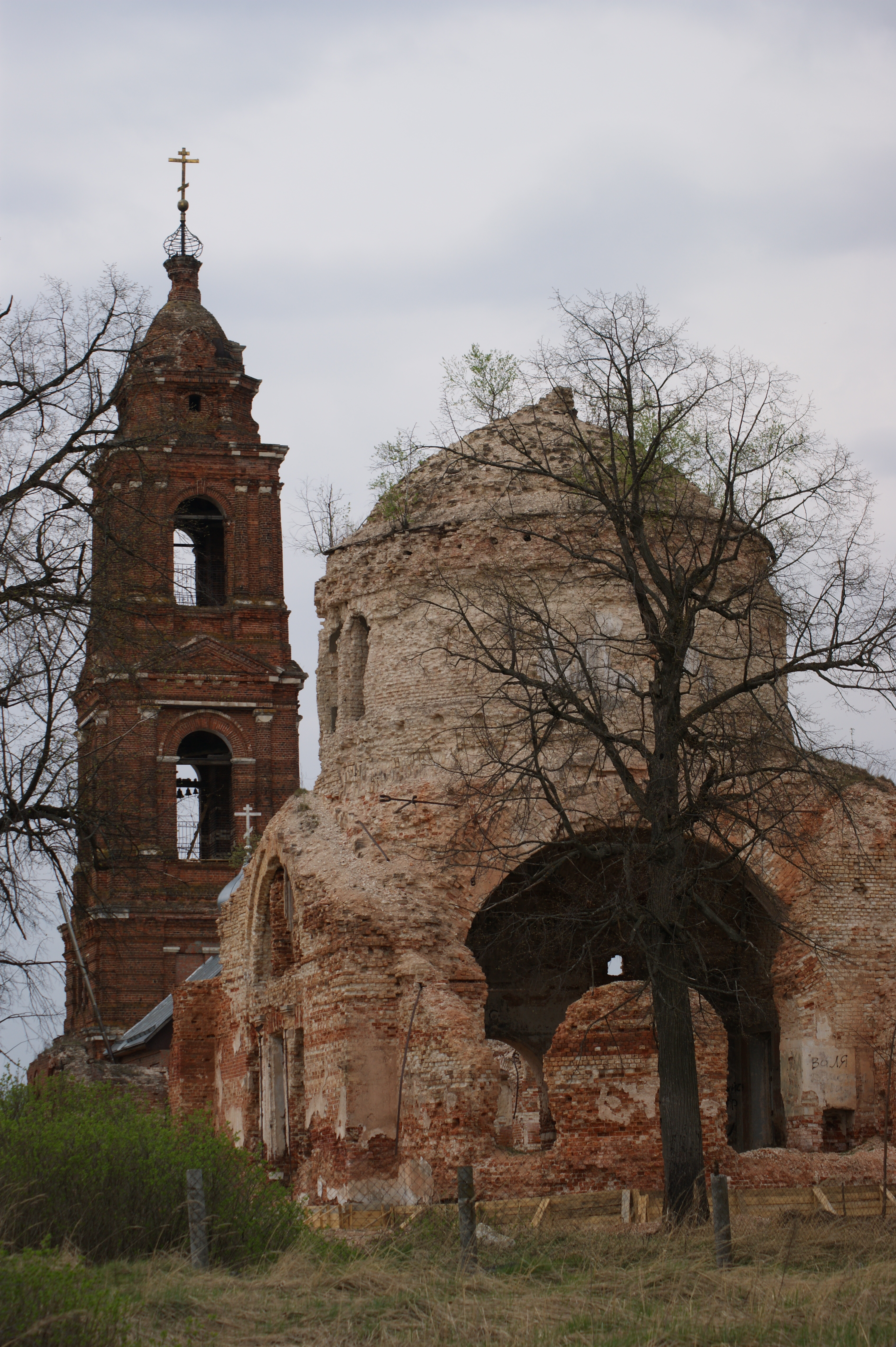
Церковь Троицы Живоначальной: Параскеевский погост («Десятая Пятница») у речки Березовки, Горбачиха 2011г

В 1926 году деревня являлась центром Горбачинского сельсовета Теренинской волости Орехово-Зуевского уезда Московской губернии.
С 1929 года — населённый пункт в составе Орехово-Зуевского района Орехово-Зуевского округа Московской области, с 1930-го, в связи с упразднением округа, — в составе Орехово-Зуевского района Московской области.
В 1994—2004 годах — центр Горбачихинского сельского округа. С 2004 года и до муниципальной реформы 2006 года Горбачиха входила в состав Горского сельского округа Орехово-Зуевского района.
В селе находится Церковь Параскевы (Пятницы) Великомученицы (1839—1849, архитектор Д. Ф. Борисов; перестроена в 1889 году архитектором В. О. Грудзиным)

## Население
В 1926 году в деревне проживало 307 человек (129 мужчин, 178 женщин), насчитывалось 85 хозяйств, из которых 54 было крестьянских. По переписи 2002 года — 70 человек (35 мужчин, 35 женщин).
| 1926 | 2002 | 2006 | 2010 |
| ---- | ---- | ---- | ---- |
| 307  | ↘70  | ↘66  | ↘65  |